# Termoplaneta

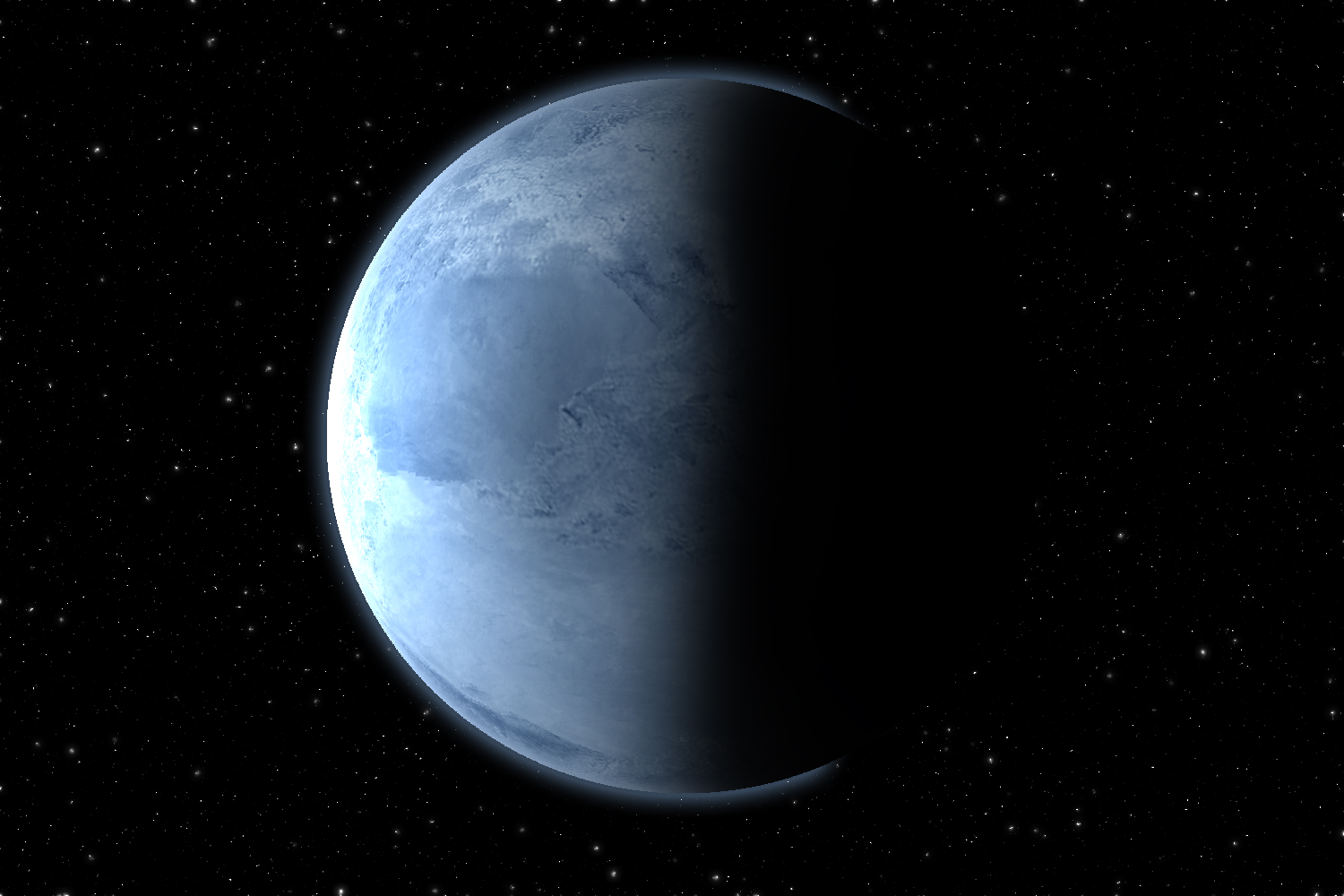
Posible aspecto de un termoplaneta.

Los termoplanetas son cuerpos planetarios con temperaturas medias superficiales comprendidas entre los 50 °C y los 100 °C, y con posibilidades de albergar algún tipo de vida. Pertenece a la clasificación térmica de habitabilidad planetaria desarrollada por el PHL (Laboratorio de Habitabilidad Planetaria) de la Universidad de Puerto Rico en Arecibo.
Actualmente, no existe ningún termoplaneta en el catálogo de exoplanetas confirmados, como consecuencia de su limitado rango de temperaturas y de la hostilidad que suelen presentar para la vida. Tienen pocas posibilidades reales de albergar vida (aunque más que los hipertermoplanetas) y, en tal caso, estaría limitada a organismos simples de tipo extremófilo, ya que sus temperaturas son muy altas para la existencia de vida animal e incluso vegetal.
No hay ningún termoplaneta en el sistema solar, ya que cualquier objeto de esta índole debería orbitar al Sol entre Venus (que en caso de ser habitable sería un hipertermoplaneta) y la Tierra (mesoplaneta). Sin embargo, como en los otros casos, hay varios cuerpos en el sistema solar que pueden alcanzar temperaturas propias de los termoplanetas temporalmente, como Mercurio y la Tierra. A su vez, es probable que durante el enfriamiento posterior a la formación planetaria, todos los planetas hayan registrado temperaturas dentro de este rango en algún momento de su historia (aunque habrían permanecido mucho más tiempo en el rango térmico de los hipertermoplanetas).

## Características

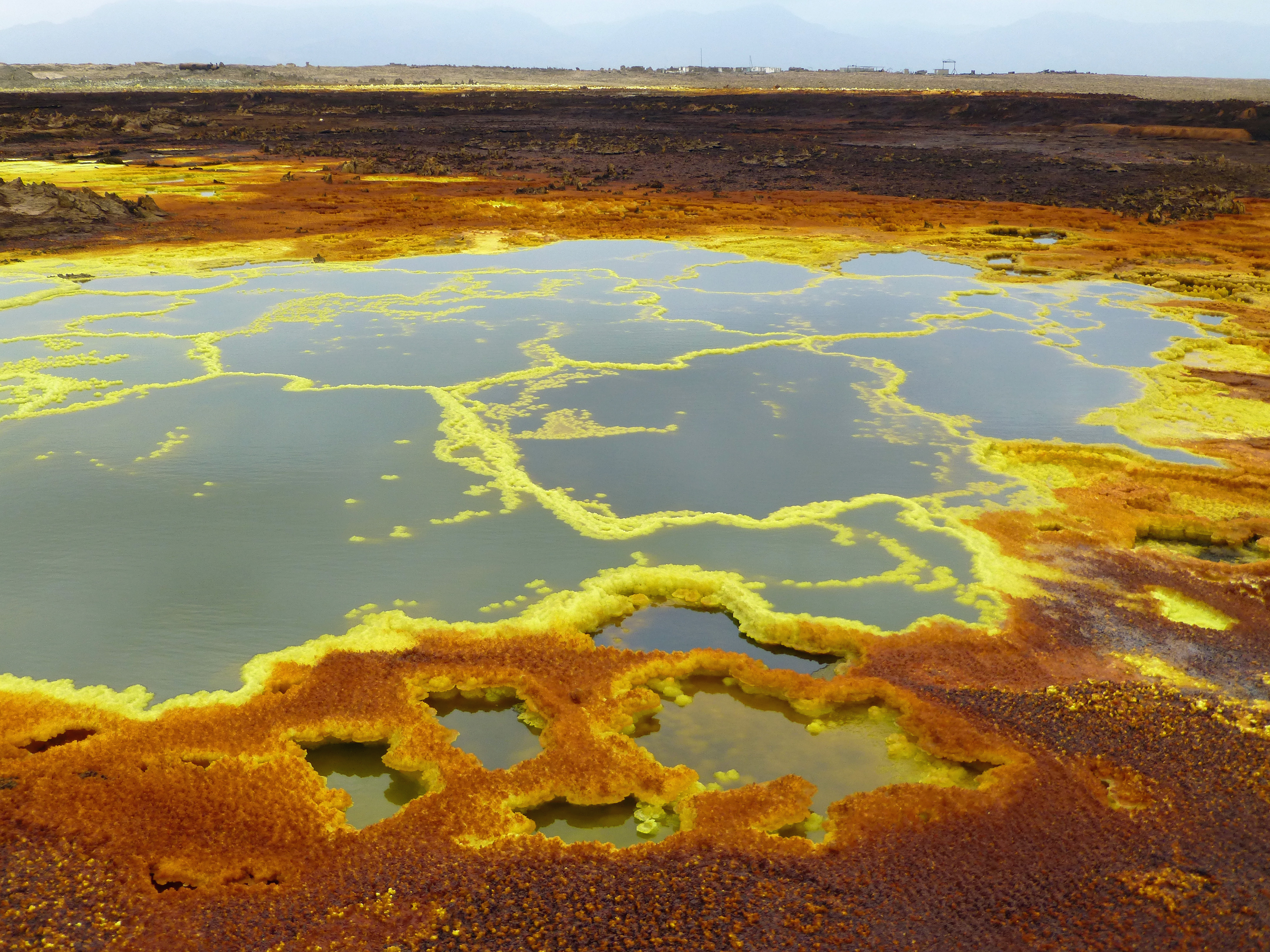
Dallol en Etiopía presenta un paisaje similar al ambiente de este tipo de planetas.

Se espera que los termoplanetas orbiten a su estrella a distancias cortas (aunque no tanto como los hipertermoplanetas). Como consecuencia, es posible que se encuentren anclados por marea a ellas, especialmente si sus estrellas son menores que el Sol (enanas rojas o naranjas). En tales condiciones, sobre todo si son planetas poco masivos, perderían progresivamente su atmósfera debido al escape hidrodinámico motivado por su exposición a los vientos estelares, siendo despojados en primer lugar de todo su hidrógeno para convertirse en planetas desiertos con altas concentraciones de oxígeno no orgánico. También sería posible que acabasen sufriendo un proceso de efecto invernadero descontrolado similar al de Venus. Así pues, considerando su alta temperatura, exposición a la actividad de sus estrellas, probable anclaje por marea y toxicidad atmosférica; son mucho más hostiles para la vida que los anteriores cuerpos de la clasificación. Dado que no existen ejemplos descubiertos de termoplanetas, los cuerpos que figuran en los ejemplos de la tabla son planetas «no habitables» con un temperaturas medias superficiales dentro de su rango.
| Clase         | Hipopsicroplanetas (hP)   | Psicroplanetas (P)                       | Mesoplanetas (M)                        | Termoplanetas (T)*                                       | Hipertermoplanetas (hT)*                         |
| Rango térmico | <-50 °C                   | -50 °C a 0 °C                            | 0 °C a 50 °C                            | 50 °C a 100 °C                                           | >100 °C                                          |
| Ejemplos      | - Kepler-186f - KOI-4427b | - Kepler-442b - Kepler-62f - Kepler-174d | - La Tierra - Kepler-438b - Kepler-296e | - Kepler-395c (NH) - Gliese 682 b (NH) - Kepler-52d (NH) | - Venus (NH) - Kepler-49e (NH) - Kepler-55b (NH) |

*No hay hallazgos confirmados de (T) y (hT). Los ejemplos son exoplanetas «no habitables» (NH) con temperaturas propias de esta clase de cuerpos planetarios.

## Ubicación
Los termoplanetas deben ubicarse en regiones próximas a sus estrellas limitadas por la zona habitable. El «HZD» (del inglés «Habitable Zone Distance»), es un indicador elaborado por el PHL que determina la posición de un planeta respecto al centro de la zona de habitabilidad, siendo positivo en los cuerpos planetarios más alejados de sus estrellas y negativo en los más cercanos (el 0 representa el centro de la zona habitable). Aunque ninguno haya sido descubierto hasta la fecha, se espera que registren valores próximos e incluso inferiores a -1. La Tierra, como referencia, tiene un HZD de -0,5, que supone una cierta proximidad al confín interno de la zona de habitabilidad del sistema.